# Bon Jovi
Bon Jovi je ameriška rokovska skupina iz New Jerseyja, ustanovljena leta 1983. Trenutno skupino sestavljaja pet članov: pevec in frontman Jon Bon Jovi, kitarist in back vokalist Phil X, klaviaturist David Bryan, basist Hugh McDonald in bobnar Tico Torres. Ime Bon Jovi izhaja in Jonovega originalnega priimka Bongiovi.
So ena najbolj znanih in najuspešnejših rock skupin na svetu, s prodanimi več kot 130 milijoni izvodov albumov in koncertno kariero, v kateri so nastopali pred skupno več kot 34 milijoni ljudi v 50 državah.

## Diskografija
Bon Jovi so izdali 14 studijskih albumov:
- Bon Jovi (1984)
- 7800° Fahrenheit (1985)
- Slippery When Wet  (1986)
- New Jersey (1988)
- Keep the Faith (1992)
- These Days (1995)
- Crush (2000)
- Bounce (2002)
- Have a Nice Day (2005)
- Lost Highway (2007)
- The Circle (2009)
- What About Now (2013)
- Burning Bridges (2015)
- This House Is Not For Sale (2016)
- 2020 (2020)
- Forever (2024)